# Liste der Naturschutzgebiete in Trier
Auf dem Gebiet der rheinland-pfälzischen Stadt Trier sind fünf Naturschutzgebiete ausgewiesen.
| Name                          | Bild      | Kennung               | Kreis                           | Einzelheiten | Position | Fläche Hektar | Datum |
| ----------------------------- | --------- | --------------------- | ------------------------------- | --- | -------- | ------------- | ----- |
| Gillenbachtal                 |           | 7211-051 WDPA: 163246 | Landkreis Trier-Saarburg, Trier | Sirzenich, Pallien Stadtnahes Bachtal des Gillenbachs, Orchideen und Kryptogamen (Sporenpflanzen), Kleinseggenried, Laubmischwald, Kalk-Steilwände. | ⊙        | 38,59         | 1995  |
| Kiesgrube bei Oberkirch       |           | 7211-052 WDPA: 164076 | Trier                           | Zewen Stillgewässer im Bereich der Moseltalaue und Randbereiche, extensiv genutzter Streuobstbestand, Wasservögel, Amphibien, Reptilien, Insekten und Nesseltiere (z. B. Süßwasserqualle).                                                                         | ⊙        | 4,2           | 1986  |
| Kahlenberg am Sievenicherhof  |           | 7211-053 WDPA: 163971 | Landkreis Trier-Saarburg, Trier | Sirzenich, Pallien Orchideenreiche Halbtrockenrasen und Trockenrasen, Gebüsch und Mischwald, Lebensraum seltener und bedrohter Tier- und Pflanzenarten, insbesondere von Vögeln und Insekten.                                                                      | ⊙        | 15,51         | 1990  |
| Kenner Flur                   |           | 7211-054 WDPA: 164054 | Trier                           | Ruwer-Paulin Moseltalaue mit Sekundärgewässern und Uferbereichen, Brut- und Nahrungsbiotop feuchtlandgebundener Vogelarten (z. B. Haubentaucher, Uferschwalbe, Flussuferläufer), Rastplatz von Zugvögeln, Rückzugsgebiet gefährdeter Amphibien- und Insektenarten. | ⊙        | 31,6          | 1989  |
| Mattheiser Wald               | von Süden | WDPA: 318769          | Trier                           | Mattheis Strukturreiche Altholzbestände, Tümpel, Bäche, Kleinstgewässer, feuchte Offenland- und Pionierbestände, Kies-, Sand- und Flachufer, Feuchtwiesen, Lebensraum seltener Tierarten (z. B. Gelbbauchunke und Kammmolch), Standort seltener Pflanzenarten.     | ⊙        | 447,88        | 2003  |
| Legende für Naturschutzgebiet |           |                       |                                 | |          |               |       |